# 吉田龍恵
吉田 龍恵（よしだ りゅうけい、1930年 -  ）は、日本の文化人類学者、僧侶。滋賀大学名誉教授、舎那院住職。元アイオワ州立大学客員教授、元米国ビジネスコミュニケーション学会国際委員会副委員長。滋賀県長浜市在住。

## 来歴・人物
1930年大阪府に生まれる。その後、滋賀県長浜市に移り、1953年に滋賀大学経済学部を卒業。卒業後は世界中を旅し見聞を広めた。1967年より滋賀大学経済短期大学部講師、助教授、教授、大学部長を歴任。経済学部でも非常勤講師を務め、滋賀大学名誉教授の称号を受ける。同大学退官後はアイオワ州立大学の客員教授に就任。米国ビジネスコミュニケーション学会国際委員会副委員長としても国際的な研究交流に大きく貢献した。
自費出版の企業を通じて「世界ケンカ独り旅」を出版したが、2007年11月27日放送のNHKクローズアップ現代の取材に応じ「全国600余の書店に並ぶ、文豪と同じコーナーにあなたの本が並ぶ」というふれこみを見て契約し本を出したが、実際には近くの書店に数点並ぶのみであったなどの自らの失敗から問題点を訴えた。

## 年譜
- 1930年 - 大阪府にて出生
- 1953年 - 滋賀大学経済学部卒業
- 1967年 - 滋賀大学経済短期大学部講師
- 1970年 - 滋賀大学経済短期大学部助教授
- 1976年 - 滋賀大学経済短期大学部教授

## その他の主な役職歴
- 滋賀大学評議員
- 放送大学滋賀学習センター所長
- 長浜ユネスコ協会会長
- 滋賀県社会教育委員連絡協議会副会長
- 滋賀県視覚障害者福祉協会理事
- 滋賀県盲教育後援会理事
- 滋賀県民共済生活共同組合理事長
- 社会福祉法人悠悠会理事